# Oxocano
Oxocano, também chamado de óxido de heptametileno ou oxaciclooctano, é o composto orgânico heterocíclico octogonal com fórmula  C7H14O e massa molecular 114,185501. Apresenta densidade de 0,859 g/cm3 e ponto de ebulição de 136,017 °C.